# Augusto F. León Paredes
Augusto F. León Paredes (Lambayeque 1866 - 1927) fue un político y empresario peruano.
Nació en Lambayeque en 1866 y murió en 1927. Hijo de José María León y Manuela Paredes Vargas Machuca. Casado con Margarita Barandiarán Niño Ladrón de Guevara (1867-1961). Padre del escritor y folclorista Augusto León Barandiarán (1895-1950), del abogado y jurista José León Barandiarán (1899-1987), Raúl, Margarita, Rosa y Elisa.
En 1901 fue elegido diputado por la provincia de Lambayeque para el periodo 1901-1906 en 1907 fue reelegido para el periodo 1907-1912 y fue vicepresidente de la Cámara de Diputados en 1908. Anteriormente se desempeñó como Superintendente del Ferrocarril del Puerto de Eten en su natal Lambayeque, importante puerto que se conectaba con las grandes haciendas agrícolas del norte del Perú, fomentando la exportación e importación de productos para la región. León Paredes, siendo diputado secretario de la Cámara de Diputados y en representación de la provincia de Lambayeque, firmó la Ley 448, de la creación del Distrito de Puerto Eten, el 19 de diciembre de 1906, siendo presidente de la República José Pardo y Barreda.
Fue alcalde del Puerto Eten en el periodo de 1913-1914. Cumplió su mandato de congresista durante la llamada República Aristocrática, en los gobiernos de Nicolás de Piérola, Eduardo López de Romaña, Manuel Candamo, Serapio Calderón, José Pardo y Barreda y Augusto Leguía. Augusto F. León mantenía correspondencia con el escritor Abelardo Gamarra “El Tunante” (1850-1924) de quien Mariátegui decía es «el escritor que con más pureza traduce y expresa a las provincias. Tiene su prosa reminiscencias indígenas. La raíz india está viva en su arte jaranero». Su hijo Augusto León Barandiarán como cultor del folclor y las costumbres de Lambayeque, publicó en 1934 el libro A Golpe de Arpa. 

## Galería

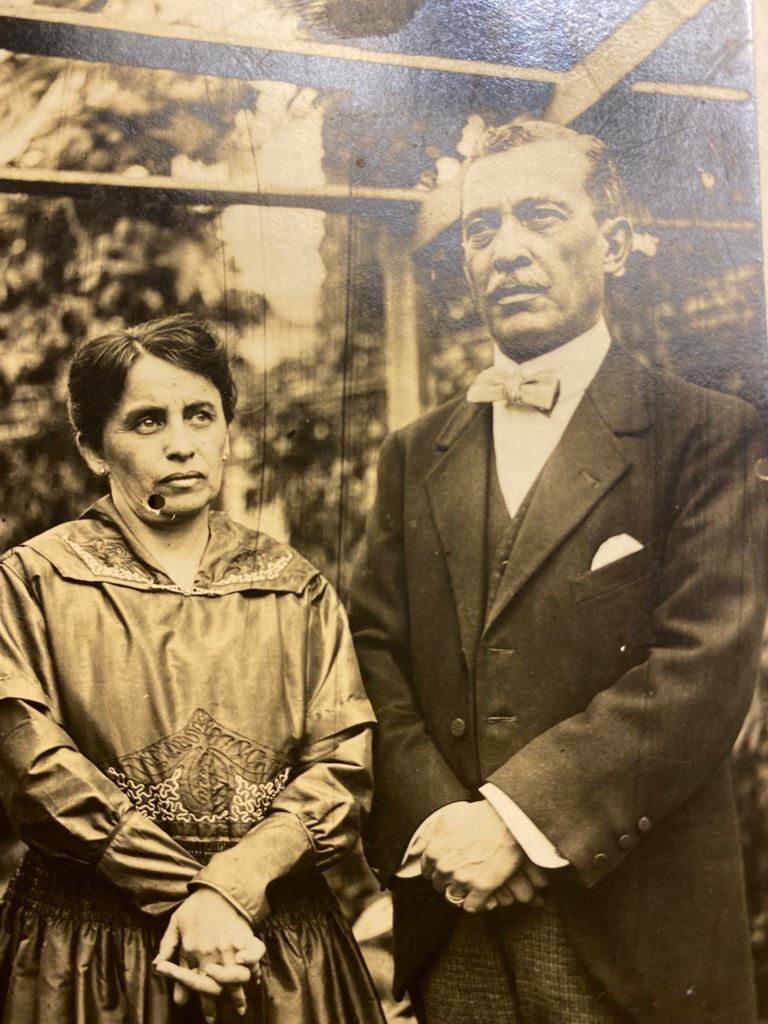
A. F. L. y Margarita Barandiarán, 1920
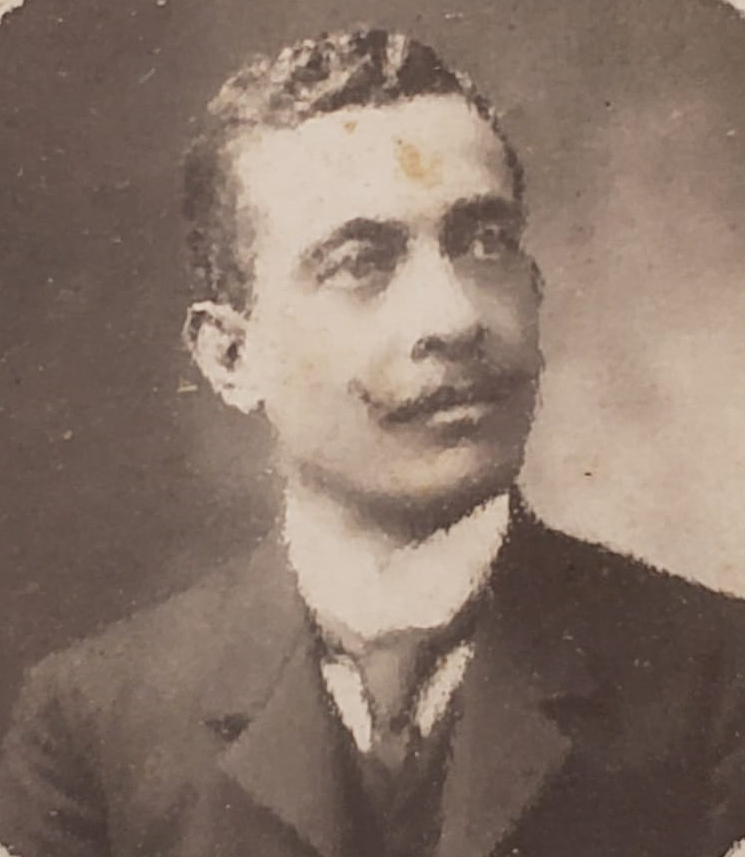
Augusto F. L., 1908